# 589 pr. n. št.

## Smrti
- Psametik II., faraon Šestindvajsete egipčanske dinastije (* ni znano)